# Young Nudy
Квантавиус Таварио Томас (родился 17 декабря 1992), более известен как Young Nudy — американский рэпер. Томас является кузеном рэпера 21 Savage. Young Nudy стал известен после выпуска своих микстейпов Slimeball (2016), Slimeball 2 (2017) и Slimeball 3 (2018), а также песни «Since When» совместно с 21 Savage. Его дебютный студийный альбом Anyways вышел 24 февраля 2020.

## Ранняя жизнь
Томас родился в Атланте, Джорджия. Он старший брат PDE Escobar и кузен 21 Savage. Young Nudy вырос с матерью, но он говорит, что у него более тесная связь с бабушкой и дедушкой. У него есть ямайские корни.

## Проблемы с законом

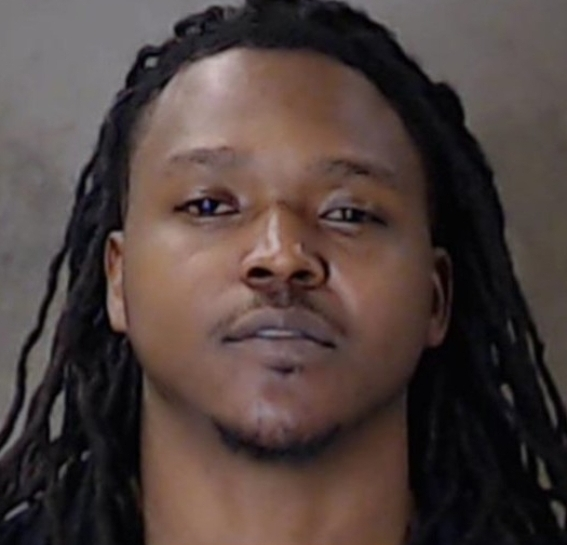
Магшот Young Nudy

3 февраля 2019 года, когда Young Nudy и его двоюродный брат 21 Savage ехали в машине в Атланте, они были задержаны полицией и арестованы в ходе операции, нацеленной на Томаса и двух других мужчин. 21 Savage был арестован иммиграционной и таможенной службой по обвинению в незаконном нахождении в Соединённых Штатах. Young Nudy было предъявлено обвинение в нападении при отягчающих обстоятельствах. Адвокат рэпера заявил: «Мы считаем, что Young Nudy невиновен, и это случай ошибочной идентификации. Команда Томаса тесно сотрудничает с правоохранительными органами, чтобы гарантировать, что это дело не будет раздуто». Адвокат Young Nudy заявил, что обвинения были связаны с расследованием 2017 года, в тот момент с рэпера сняли обвинения. 12 февраля 21 Savage был выпущен под залог, а 19 февраля Young Nudy тоже был освобождён под залог в размере 100 000 долларов США.

## Музыкальный стиль
Young Nudy сочетает элементы хип-хопа и R&B. Стиль Nudy похож на рэперов 03 Greedo, Lil Baby, Offset, Yung Bans и Lil Keed. Несмотря на его близкие отношения с 21 Savage, стиль исполнения у них разный.

## Дискография

### Студийные альбомы
| Название     | Детали                                                                         | Высшая позиция в чарте |
| Название     | Детали                                                                         | US                     |
| ------------ | ------------------------------------------------------------------------------ | ---------------------- |
| Anyways      | - Выпущен: 24 февраля 2020 - Лейбл: RCA - Форматы: Цифровая загрузка, стриминг | 109                    |
| DR. EV4L     | - Выпущен: 18 мая 2021 - Лейбл: RCA - Форматы: Цифровая загрузка, стриминг     | 93                     |
| Rich Shooter | - Выпущен: 4 августа 2021 - Лейбл: RCA - Форматы: Цифровая загрузка, стриминг  | 123                    |

### Совместные микстейпы
| Название                               | Детали                                                                    | Высшая позиция в чарте |
| Название                               | Детали                                                                    | US                     |
| -------------------------------------- | ------------------------------------------------------------------------- | ---------------------- |
| Sli’merre (совместно с Pi’erre Bourne) | - Выпущен: 8 мая 2019 - Лейбл: RCA - Форматы: Цифровая загрузка, стриминг | 63                     |

### Микстейпы
| Название           | Детали                                                                                       | Высшая позиция в чарте |
| Название           | Детали                                                                                       | US                     |
| ------------------ | -------------------------------------------------------------------------------------------- | ---------------------- |
| Slimeball          | - Выпущен: 7 августа 2016 - Лейбл: 1230 Entertainment - Форматы: Цифровая загрузка, стриминг | —                      |
| Slimeball 2        | - Выпущен: 11 августа 2017 - Лейбл: Paradise East - Форматы: Цифровая загрузка, стриминг     | —                      |
| Nudy Land          | - Выпущен: 13 сентября 2017 - Лейбл: Paradise East - Форматы: Цифровая загрузка, стриминг    | —                      |
| Slimeball 3        | - Выпущен: 8 августа 2018 - Лейбл: RCA - Форматы: Цифровая загрузка, стриминг                | 146                    |
| Faded in the Booth | - Выпущен: 21 августа 2019 - Лейбл: RCA - Форматы: Цифровая загрузка, стриминг               | —                      |
| EA Monster         | - Выпущен: 8 августа 2022 - Лейбл: RCA - Форматы: Цифровая загрузка, стриминг                | 135                    |